# 대한민국의 축구
대한민국의 축구는 대한축구협회가 대한민국의 축구 종목 행정을 총괄한다. 대한민국에서 실제로 즐겨하는 생활스포츠 그리고 국가대표팀 경기와 프로 경기 포함 TV로 가장 즐겨보는 스포츠 등 각종 부분에서 최고 인기 스포츠로 선정되고 있다.

## 대회

### 남자 축구
| 단계  | 리그                   | 권역 | 팀    | 승격  | 강등  | 리그컵 / 승강전                           | FA컵         | 체육대회                                                           | 기타 | 비고                                              |
| ----- | ---------------------- | ---- | ----- | ----- | ----- | ----------------------------------------- | ------------ | ------------------------------------------------------------------ | --- | ------------------------------------------------- |
| I     | K리그1                 | 1    | 12    | -     | ▽ 1~3 | K리그 승강 플레이오프                     | FA컵         | -                                                                  | AFC 챔피언스리그 | 프로                                              |
| II    | K리그2                 | 1    | 13    | △ 1~3 | -     | K리그 승강 플레이오프                     | FA컵         | -                                                                  | AFC 챔피언스리그 | 프로                                              |
| III   | K3리그                 | 1    | 15    | -     | ▽ 2~3 | K3리그 챔피언십 K3-K4리그 승강 플레이오프 | FA컵         | 전국체육대회                                                       | - | 세미프로                                          |
| IV    | K4리그                 | 1    | 17    | △ 2~3 | -     | K3리그 챔피언십 K3-K4리그 승강 플레이오프 | FA컵         | 전국체육대회                                                       | - | 세미프로                                          |
| V     | K5리그                 | 11   | 66    | -     | ▽ 11  | K5리그 챔피언십                           | FA컵         | 전국생활체육대축전 도민체육대회                                    | 대한축구협회장기 대통령기 한국수력원자력사장배 | 아마추어                                          |
| VI    | K6리그                 | 31   | 199   | △ 11  | ▽ 31  | K6리그 승격 플레이오프                    |              | 전국생활체육대축전 도민체육대회                                    | 대한축구협회장기 대통령기 한국수력원자력사장배 | 아마추어                                          |
| VII   | K7리그                 | 178  | 1,127 | △ 31  | ▽ -   | K7리그 승격 플레이오프                    |              | 전국생활체육대축전 도민체육대회                                    | 대한축구협회장기 대통령기 한국수력원자력사장배 | 아마추어                                          |
| VIII+ | 서울시민리그           | 4    | 72    |       |       |                                           |              | 전국생활체육대축전 도민체육대회                                    | 대한축구협회장기 대통령기 한국수력원자력사장배 | 아마추어                                          |
| VIII+ | 울산축구클럽리그       | 4    | 43    |       |       |                                           |              | 전국생활체육대축전 도민체육대회                                    | 대한축구협회장기 대통령기 한국수력원자력사장배 | 아마추어                                          |
| U-23  | R리그                  | 2    | 16    | -     | -     |                                           |              |                                                                    | 프로2군 |                                                   |
| U-22  | U리그                  | 9    | 84    | -     | -     | U리그 왕중왕전                            | 전국체육대회 | 춘계 전국대학축구연맹전 추계 전국대학축구연맹전 KUSF 클럽 챔피언십 | 대학 |                                                   |
| U-20  |                        |      |       | -     | -     |                                           |              |                                                                    | 대학 | 전국1·2학년대학축구연맹전 전국1·2학년대학축구대회 |
| U-18  | K리그 주니어 U-18      | 2    | 23    | -     | -     | K리그 U-18 챔피언십                       |              | 전국체육대회                                                       | 춘계 한국고등학교축구연맹전 추계 한국고등학교축구연맹전 금강대기 금석배 대한축구협회장배 대통령금배 무학기 문화체육관광부장관기 문화체육관광부장관배 백록기 백운기 부산MBC | 고등                                              |
| U-18  | 전국고등축구리그       | 16   | 193   | -     | -     | 전국고등축구리그 왕중왕전                 |              | 전국체육대회                                                       | 춘계 한국고등학교축구연맹전 추계 한국고등학교축구연맹전 금강대기 금석배 대한축구협회장배 대통령금배 무학기 문화체육관광부장관기 문화체육관광부장관배 백록기 백운기 부산MBC | 고등                                              |
| U-18  | I리그 U-18             |      |       | -     | -     | I리그 여름축구축제                        |              |                                                                    | 춘계 한국고등학교축구연맹전 추계 한국고등학교축구연맹전 금강대기 금석배 대한축구협회장배 대통령금배 무학기 문화체육관광부장관기 문화체육관광부장관배 백록기 백운기 부산MBC | 고등                                              |
| U-17  | K리그 주니어 U-17      | 2    | 22    | -     | -     | K리그 U-17 챔피언십                       |              |                                                                    | | 고등                                              |
| U-17  | 전국고등저학년축구리그 |      |       | -     | -     |                                           |              |                                                                    | | 고등                                              |
| U-15  | K리그 주니어 U-15      | 2    | 24    | -     | -     | K리그 U-15 챔피언십                       |              | 전국소년체육대회                                                   | 춘계 한국중등축구연맹전 추계 한국중등축구연맹전 금강대기 금석배 대구광역시장기 대한축구협회장배 무학기 오룡기 청룡기 탐라기                                                | 중등                                              |
| U-15  | 전국중등축구리그       | 19   | 239   | -     | -     | 꿈자람중등페스티벌                        |              | 전국소년체육대회                                                   | 춘계 한국중등축구연맹전 추계 한국중등축구연맹전 금강대기 금석배 대구광역시장기 대한축구협회장배 무학기 오룡기 청룡기 탐라기                                                | 중등                                              |
| U-15  | I리그 U-15             |      |       | -     | -     | I리그 여름축구축제                        |              |                                                                    | 춘계 한국중등축구연맹전 추계 한국중등축구연맹전 금강대기 금석배 대구광역시장기 대한축구협회장배 무학기 오룡기 청룡기 탐라기                                                | 중등                                              |
| U-14  | K리그 주니어 U-14      | 2    | 22    | -     | -     | K리그 U-14 챔피언십                       |              |                                                                    | | 중등                                              |
| U-14  | 전국중등저학년축구리그 |      |       | -     | -     |                                           |              |                                                                    | | 중등                                              |
| U-12  | 전국초등축구리그       | 31   | 363   | -     | -     | K리그 U-12 챔피언십 꿈자람유소년페스티벌  |              | 전국소년체육대회                                                   | 거창군수컵 금석배 대구광역시장기 따오기 순천만국가정원배 영덕 MBC 윤봉길배 칠십리배 화랑대기                                                                               | 유소년                                            |
| U-12  | I리그 U-12             |      |       | -     | -     | I리그 여름축구축제                        |              |                                                                    | 거창군수컵 금석배 대구광역시장기 따오기 순천만국가정원배 영덕 MBC 윤봉길배 칠십리배 화랑대기                                                                               | 유소년                                            |
| U-11  | 전국초등저학년축구리그 |      |       | -     | -     | K리그 U-11 챔피언십                       |              |                                                                    | 거창군수컵 금석배 대구광역시장기 따오기 순천만국가정원배 영덕 MBC 윤봉길배 칠십리배 화랑대기                                                                               | 유소년                                            |
| U-10  | I리그 U-10             |      |       | -     | -     | I리그 여름축구축제                        |              |                                                                    | | 유소년                                            |
| U-8   | I리그 U-8              |      |       | -     | -     | I리그 여름축구축제                        |              |                                                                    | | 유소년                                            |
| U-6   | I리그 U-6              |      |       | -     | -     | I리그 여름축구축제                        |              |                                                                    | | 유소년                                            |

### 여자 축구
| 단계 | 리그         | 권역 | 팀 | 승격 | 강등 | 리그컵 / 승강전 | FA컵                   | 체육대회                  | 기타 | 비고     |
| ---- | ------------ | ---- | -- | ---- | ---- | --------------- | ---------------------- | ------------------------- | --- | -------- |
| I    | WK리그       | 1    | 8  | -    | -    | WK리그 챔피언십 | 전국여자축구선수권대회 | 전국체육대회 도민체육대회 | AFC 여자 클럽 챔피언십                                                                                              | 세미프로 |
| II   | 서울시민리그 | 4    | 24 | -    | -    | -               | -                      | 생활체육대축전            | - | 아마추어 |
| U-22 |              |      |    | -    | -    |                 |                        | 전국체육대회              | 춘계 한국여자축구연맹전 추계 한국여자축구연맹전 전국여자축구선수권대회 여왕기 통일대기 KUSF 클럽 챔피언십 K리그퀸컵 | 대학     |
| U-18 |              |      |    | -    | -    |                 |                        | 전국체육대회              | 춘계 한국여자축구연맹전 추계 한국여자축구연맹전 전국여자축구선수권대회 여왕기 통일대기                              | 대학     |
| U-15 |              |      |    | -    | -    |                 |                        | 전국체육대회              | 춘계 한국여자축구연맹전 추계 한국여자축구연맹전 전국여자축구선수권대회 여왕기 통일대기                              | 대학     |
| U-12 |              |      |    | -    | -    |                 |                        | 전국체육대회              | 춘계 한국여자축구연맹전 추계 한국여자축구연맹전 전국여자축구선수권대회 여왕기 통일대기                              | 대학     |

### 폐지 대회
| 대회                             | 주최                   | 설립   | 폐지   | 비고 |
| -------------------------------- | ---------------------- | ------ | ------ | ---- |
| 전국대학전문축구선수권대회       | 신민조선문화연맹       | 1945년 | 1945년 |      |
| 전조선중등학교대항경기대회 축구  | 보성전문학교           | 1945년 | 1945년 |      |
| 개성민보 전조선축구대회          | 개성민보               | 1925년 |        |      |
| 관서체육회 전조선축구대회        | 관서체육회             | 1925년 | 1942년 |      |
| 동아일보 마산지국 전조선축구대회 | 동아일보 마산지국      | 1922년 | 1922년 |      |
| 평양기독교청년회 전조선축구대회  | 평양기독교청년회       | 1921년 | 1926년 |      |
| 전조선학생기독청년연합축구대회   | 조선기독교청년회연합회 | 1924년 |        |      |
| 한성시정대항축구대회             | 조선축구진흥회         | 1946년 | 1946년 |      |

- 경평축구대항전
- 내셔널리그
- 내셔널리그 챔피언십
- 내셔널축구선수권대회
- 대통령배 전국축구대회
- 리그컵
- 서울특별시실업축구대회
- 슈퍼컵
- 전국대학축구선수권대회
- 전국대학축구대회
- 전국도시대항축구대회
- 전국실업축구선수권대회
- 전국실업축구연맹전
- 전국축구선수권대회
- 전조선축구대회
- 조모컵
- 챌린저스컵
- K리그 챔피언십
- K3리그 어드밴스
- K3리그 베이직
- K3리그 승강 플레이오프
- K3리그 챔피언십
- R리그
- R리그 챔피언십

## 참고 문헌
- 대한체육회 대회운영부 (2023년 9월 12일). 《2023년 종목별 전국규모 국내대회 개최현황》. 대한체육회.
- “스포츠지원포털 등록 현황”. 대한체육회.
- 《2019 체육백서》. 대한민국 문화체육관광부. 2021.
- 《2020 체육백서》. 대한민국 문화체육관광부. 2022.
- 《2021 체육백서》. 대한민국 문화체육관광부. 2023.
- 《2022 체육백서》. 대한민국 문화체육관광부. 2024.
- 신명철의 스포츠 뒤집기 : 한국 스포츠 종목별 발전사-축구(1)
- 신명철의 스포츠 뒤집기 : 한국 스포츠 종목별 발전사-축구(2)
- 신명철의 스포츠 뒤집기 : 한국 스포츠 종목별 발전사-축구(3)
- 신명철의 스포츠 뒤집기 : 한국 스포츠 종목별 발전사-축구(4)
- 신명철의 스포츠 뒤집기 : 한국 스포츠 종목별 발전사-축구(5)
- 신명철의 스포츠 뒤집기 : 한국 스포츠 종목별 발전사-축구(6)
- 신명철의 스포츠 뒤집기 : 한국 스포츠 종목별 발전사-축구(7)
- 신명철의 스포츠 뒤집기 : 한국 스포츠 종목별 발전사-축구(8)
- 신명철의 스포츠 뒤집기 : 한국 스포츠 종목별 발전사-축구(9)
- 신명철의 스포츠 뒤집기 : 한국 스포츠 종목별 발전사-축구(10)
- 신명철의 스포츠 뒤집기 : 한국 스포츠 종목별 발전사-축구(11)
- 신명철의 스포츠 뒤집기 : 한국 스포츠 종목별 발전사-축구(12)
- 신명철의 스포츠 뒤집기 : 한국 스포츠 종목별 발전사-축구(13)
- 신명철의 스포츠 뒤집기 : 한국 스포츠 종목별 발전사-축구(14)
- 高校蹴球(고교축구)어제와오늘 힘껏차고달린 半世紀(반세기)
- 韓國(한국)축구의 揺籃(요람) 高校球界(고교구계) 어제·오늘·내일
- 축구熱風(열풍) 몰고올 大統領金盃(대통령금배) (2) 高校蹴球(고교축구) 어제 오늘
- 한국축구의 도입지 - 인천 강화학당 축구팀 보관됨 2018-03-24 - 웨이백 머신
- 한국 축구의 역사 - 한국 축구의 유래 보관됨 2018-03-24 - 웨이백 머신

## 같이 보기
- 대한축구협회
- 대한민국의 장애인 축구